# فوفوزيلا

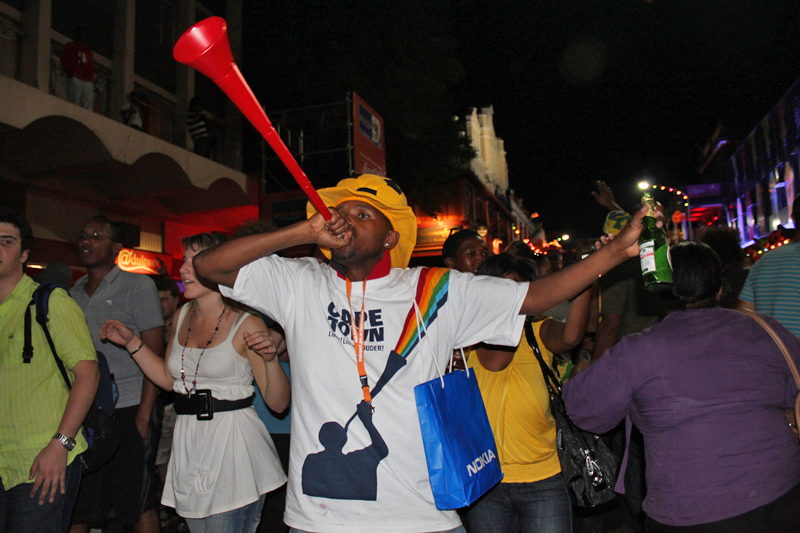
رجل ينفخ الفوفوزيلا في كيب تاون بعد القرعة النهائية لكأس العالم 2010

فوفوزيلا (Vuvuzela كما تلفظ حسب لغة زولو) آلة نفخ تصدر نغمة عالية مفردة بدرجة B♭3. بعض أنواعها مصنوعة من جزئين مما يسهل تخزينها وكذلك يتيح تنوع حدة الصوت الصادر منها.
تستخدم بشكل واسع في ملاعب كرة القدم في جنوب أفريقيا، حتى صارت رمزاً لكرة القدم الجنوب أفريقيا حيث تمتليء الملاعب بأصواتها. ولفتت انتباه مجتمع كرة القدم العالمية في كأس القارات 2009 وكأس العالم 2010 اللذان كانا باستضافة جنوب أفريقيا. كانت الفوفوزيلا محل جدل بسبب صوتها العالي؛ حيث إن مستوى شدة صوتها العالي على المدي القريب قد يؤدي إلى فقدان سمع كامل للأذن المكشوفة بعد التعرض، وتبلغ شدة صوتها عند نفخها بجوار الأذن 127 ديسيبل.
تسمى أيضاً ليباتاتا Lepatata حسب لغة سيتسوانا.

## الأصل

### أصل التسمية
هناك اختلاف على أصل التسمية إلا ان الغالبية تقول أن الاسم جاء من الصوت المصدر من الآلة وهو «فو فو» قتكون الفوفوزيلا هي صانعة الفوفو.

### الاختراع
ظهر الخلاف حول اختراع الآلة في أوائل 2010. يقول الجنوب أفريقي فريدي «صدام» ماكي مشجع نادي كايزر تشيفز أنه هو مخترع الفوفوزيلا؛ حيث صنع أول نسخة منها من الألومنيوم من بوق دراجة، ولديه صور دالة على ذلك يظهر فيها حاملاً تلك الفوفوزيلا من الألومنيوم في سبعينات وثمانينات وتسعينات القرن الماضي. وأطلق عليها في البداية اسم ليمبورورو ثم غيرها اسمها إلى فوفوزيلا في 1992، عند خروج نيسلون مانديلا من السجن وصار مسموحاً لجنوب أفريقيا بالمشاركة في المنافسات الدولية مرة أخرى، مشيراً إلى أن اسم «فوفوزيلا» يعني «الترحيب، الوحدة والاحتفال» بلغة الزولو. في المقابل تقول شركة اللدائن ماسينسيدين سبورت أنها هي من أنتجت الفوفوزيلا وروجت لها تحارياً، كما قال نيل فان شالكفيك أحد الملاك الشركاء للشركة. بينما ادعت الكنيسة الناصرية المعمدانية [الإنجليزية] في جنوب أفريقيا بأن هذه الآلة جزء من وسائل العبادة لديهم وعليه فإنها تطالب بمنع استخدام وسائل العبادة لديهم كآلات للهو والتشجيع.

## في البطولات الدولية

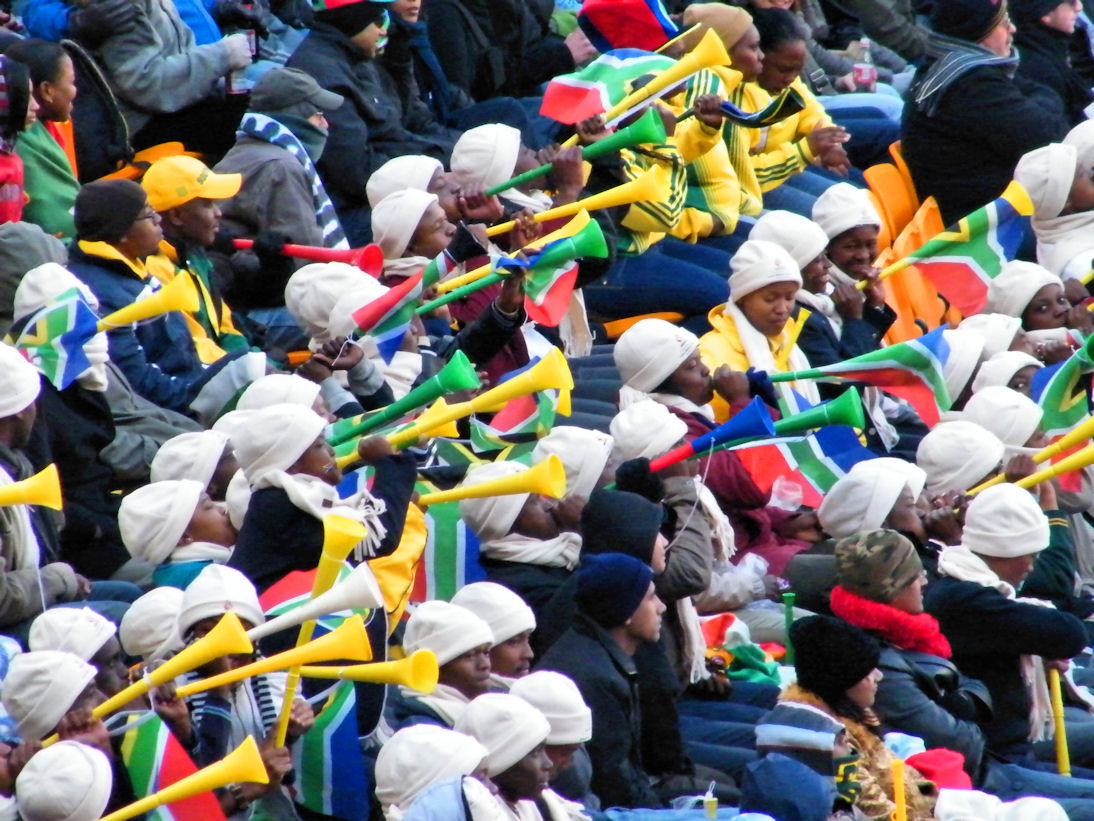
جمهور جنوب أفريقيا مع الفوفوزيلا في كأس العالم لكرة القدم 2010.

بدأ استعمال الفوفوزيلا كأداة لدعوة الناس إلى الاجتماعات وتم تقديمها كآلة ترمز إلى جنوب أفريقيا في عام 2004 عندما تم قبول طلب جنوب أفريقيا لاستضافة كأس العالم. أثارت الفوفوزيلا الكثير من الانتقادات ابان كأس القارات 2009 ونهائيات كأس العالم 2010 بسبب صوتها المزعج وشكوى العديد من اللاعبين لعدم قدرتهم على التركيز فضلا عن عدم تمكنهم من سماع التعليمات أو الكلام فيما بينهم وطالبوا بحجبها كما فعل تشابي ألونسو لاعب منتخب إسبانيا لكرة القدم، إلا ان رئيس الفيفا جوزيف بلاتر صرح بأنها جزء من الثقافة الأفريقية ويجب أن يتم تقبلها.
في هذه اللحظات من كأس العالم اعترف رئيس اللجنة المنظمة في جنوب أفريقيا داني جوردان بإمكانية منع الفوفوزيلا لما تسبب من ازعاج إلا أن ريتش مكوندو رئيس هيئة الإعلام الرسمية المحلية للمونديال صرح قائلا:
| فوفوزيلا                                                        | الفيوفوزيلا هنا لتبقى ولن يتم منعها، انظروا إليها كجزء من الثقافة هنا وهي علامة للاحتفال بكأس العالم 2010. أتمنى من الزوار احترام ثقافتنا واحترام الطريقة التي نحتفل بها. | فوفوزيلا |
| — ريتش مكوندو، رئيس هيئة الإعلام الرسمية لكأس العالم 2010، 2010 | |          |

بعد نهاية كأس العالم 2010، قامت العديد من المنظمات الرياضية بفرض حظر على الفوفوزيلا في الأحداث الرياضية المستقبلية التي تقوم بتنظيمها، منها:
- بطولة ويمبلدون[7]
- استاد يانكي.[8]
- جميع الأحداث الرياضية في ملعب كارديف، ملعب حدائق صوفيا، وملعب الألفية.[9]
- أحداث الاتحاد الرياضي الغالي.[10]
- كأس العالم للرجبي(اعتباراً من 2011).[11]
- أحداث بطولة القتال النهائي.[12]
- 8 أندية إنجليزية لكرة القدم هي: توتنهام، أرسنال، ليفربول، إيفرتون، فولهام، وست هام، سندرلاند وبرمنغهام سيتي.[13]
- دوري الهوكي للقارات.[14]
- جميع الأحداث الرياضية التي ينظمها الاتحاد الأوروبي لكرة القدم.[15]
- دوري أبطال T20 للكريكيت.[16]
- كأس العالم لكرة السلة(بداية من 2010).[17]
- ملعب بروفايدنس.[18]
- ملعب سيدني للكريكيت،[19] وملعب بريزبان للكريكيت «غابا».[20]
- الألعاب الأولمبية الصيفية 2012.[21]
- كأس العالم لكرة القدم 2014،[22] 2018[23]